# Кашары (Ростовская область)
Кашары́ — слобода в Ростовской области. Административный центр Кашарского района и Кашарского сельского поселения.

## Название
Первоначально слобода называлась Верхне-Ольховая (по названию реки Ольховая). Название Кошары закрепилось за населённым пунктом в 1840-х годах. Наличие на территории населенного пункта обширных пастбищ с хорошим травостоем и источником водопоя давали возможность местным землевладельцам содержать большие отары овец. Населённый пункт находился недалеко от Богучарского шляха, по которому скупщики скота (прасолы) прогоняли отары овец. Нередко они останавливались для отдыха в Верхне-Ольховой. Овцы загонялись в кошары (в переводе с украинского — «стан», загон). Постепенно населённый пункт стали называть Верхне-Ольховая — Кошары. Название Кошары упоминается в архивных источниках упоминается с 1843 года (с 1963 года — слобода Кашары).

## География
Слобода Кашары расположена на севере Ростовской области в пределах Доно-Донецкой возвышенности в долине реки Ольховая.
Климат
Тип климата — влажный континентальный (Dfa — согласно классификации климатов Кёппена). Среднегодовая температура воздуха — 8,1 °C, количество осадков — 482 мм. Самый засушливый месяц — февраль (норма осадков — 30 мм). Самый влажный месяц — июнь (52 мм).
| Показатель                    | Янв. | Фев. | Март | Апр. | Май  | Июнь | Июль | Авг. | Сен. | Окт. | Нояб. | Дек. | Год   |
| ----------------------------- | ---- | ---- | ---- | ---- | ---- | ---- | ---- | ---- | ---- | ---- | ----- | ---- | ----- |
| Средний суточный максимум, °C | −3,7 | −3,1 | 2,3  | 14,1 | 22,0 | 26,1 | 28,3 | 27,1 | 20,5 | 12,2 | 4,2   | −0,6 | 12,45 |
| Средняя температура, °C       | −6,9 | −6,4 | −1,2 | 9,2  | 16,3 | 20,4 | 22,5 | 21,3 | 15,2 | 8,1  | 1,4   | −3,3 | 8,1   |
| Средний суточный минимум, °C  | −10  | −9,7 | −4,6 | 4,3  | 10,7 | 14,7 | 16,8 | 15,6 | 10,0 | 4,0  | −1,4  | −6   | 3,7   |
| Норма осадков, мм             | 43   | 30   | 31   | 34   | 43   | 52   | 47   | 39   | 34   | 31   | 46    | 52   | 482   |
| Источник:                     |      |      |      |      |      |      |      |      |      |      |       |      |       |

## История
Слобода Верхне-Ольховая впервые упоминается в 1790 году. В 1790-м году в 62 дворах слободы проживало 189 душ мужского пола и 194 души женского пола крестьян. В 1839 году построена церковь во имя святого Николая Чудотворца. В 1868 году открыта церковно-приходская школа. В 1911 году открыта первая телефонная линия.
По переписи 1897 года в слободе Кошары было около 500 дворов. Грамотных мужчин было 25, женщин — 10 человек. Только один житель имел среднее образование. В селе не было библиотеки. Газеты и журналы получали помещик и поп. Единственным общественным заведением был кабак.
Изменения в жизни села принесла Великая Октябрьская социалистическая революция, когда начали создаваться новые органы власти. Во главе их стали свои же крестьяне, наиболее решительные, побывавшие в армии. Первым председателем Кашарского ревкома был Ефим Сиденко. В марте 1919 г. в Кашары вошел Московский полк красноармейцев, а осенью поднялось восстание ефремо-степановских и позднеевских кулаков. В 1921 г. по территории района прошли банды Маслака, Антонова, Курочкина, Махно.. С 1924 года — административный центр Кашарского района.
В Великую Отечественную войну Кашары были кратковременно оккупированы. Освобождены в декабре 1942 года.

## Население
| 1959 | 1970  | 1979  | 1989  | 2002  | 2010  |
| ---- | ----- | ----- | ----- | ----- | ----- |
| 2424 | ↗3318 | ↗4089 | ↗6340 | ↘6302 | ↗6529 |

## Достопримечательности
- Кашарский музей истории и краеведения работает с 1969 года.
- Курган, расположенный на южной окраине слободы Кашары. О нем ходит множество легенд. Раньше считалось, что здесь мог быть зарыт золотой клад, который пытались отыскать многие кладоискатели. Высота кургана постепенно уменьшалась, в 1980-х годах из него стали брать землю экскаватором для реализации разных хозяйственных нужд. В 1986 году археолог из Санкт-Петербурга Михаил Павлович Чернопицкий обследовал район на предмет интересных объектов и обратил внимание на курган, который расположен на окраине Кашар. В 1987 году экспедиция начала свои исследования. В кургане при помощи бульдозеров и скреперов были сделаны разрезы. В ходе работ специалисты обнаружили древние погребения. Одна из особенностей кургана — его месторасположение. Преимущественная часть курганов была расположена на возвышенностях, а кашарский курган располагался вблизи поймы реки. Вторая особенность — размеры кургана. Изначальная высота составляла как минимум 10 метров. Этот курган был центральным в группе, было еще три более низких кургана, расположенных поблизости. Толщина панциря кургана больших размеров — до 3 метров у основания. Чем выше — тем она тоньше. Панцирь кургана сделан из белой глины, которая отличается от той глины, которая преобладает на территории поселения. Скорее всего, она была завезена. Есть основания полагать, что глина была завезена в объеме до нескольких тысяч тонн. Этот курган был не насыпан, а построен. На месте кургана найдено 4 погребения. Найдено 2 глиняных сосуда ручной лепки с орнаментом, маленький астрагал и височное кольцо. Тип погребения в могильнике — катакомбный. У исследователей были предположения, что этот могильник датирован первой половиной второго тысячелетия до нашей эры. По состоянию на 1987 год археологическая экспедиция продолжила свою работу для составления более полной картины[13].